# 秀英高等学校
秀英高等学校（しゅうえいこうとうがっこう）は、神奈川県横浜市泉区に所在する高等学校。学校法人大谷学園が設立した通信制の高等学校である。2024年3月まで男子校であったが、同年4月に男女共学となった。
なお、類似した学校名として、つくば秀英高等学校、昭和学院秀英高等学校、いわき秀英高等学校といった高等学校や秀英予備校があるが、それらとは関係ない。

## 概要
1984年瀬谷区に通信制の男子校として創立。（現在の横浜隼人中学校・高等学校４号館） 2001年泉区に新校舎を設立し移転。 2024年4月男女共学となる。
通信制ではあるが、校舎は泉区の本校舎のみであり、分校・サポート校などはない。生徒は週1日から5日間の間で登校日数を選び、本校舎に通学している。生徒の募集は所在地の神奈川県と、隣接する東京都に在住する生徒のみに限定されている。
生徒は必修授業の他、セレクト授業（選択授業）を受けることができる。セレクト授業は教員が担当する主要・技能教科の授業の他、大学・専門学校・企業との連携授業があり、なかにはドローンの操縦資格（二等無人航空機操縦士）の取得を目指す授業などもある。

## 設置課程
- 通信制課程
  - 普通科

## 交通
- 相鉄いずみ野線いずみ野駅 徒歩8分

## 部活動
- バスケットボール部
- サッカー部
- バドミントン部
- バレーボール部
- 卓球部
- 硬式野球部
- 剣道部
- 写真部
- 美術部
- 軽音楽部
- eスポーツ部
- 鉄道研究部
- 囲碁将棋部
- 園芸部

## 著名な出身者
- DAIKI（ダンサー）[3]

## 系列校
- 学校法人大谷学園
  - 横浜高等教育専門学校
  - 清心女子高等学校（通信制課程・普通科）
  - 横浜隼人中学校・高等学校（全日制課程）
  - 大谷学園幼稚園
  - 横浜隼人幼稚園

## 脚註
1. ↑  
秀英高等学校（概要・沿革・校長挨拶）
2. ↑  
秀英高等学校（秀英コンセプト）
3. ↑  
秀英高等学校（DAIKIさんインタビュー）